# 死神遣いの事件帖
『死神遣いの事件帖』（しにがみつかいのじけんちょう）は、日本の映画、舞台のシリーズ。略称は「しにつか」

## 概要
映画と舞台をメディアミックスする東映ムビステシリーズの第二弾として2020年に映画「死神遣いの事件帖‐傀儡夜曲‐」、舞台「死神遣いの事件帖‐鎮魂侠曲‐」の2作が制作された。ニコニコ動画の「噂のニコメン情報局」で放送された公開前特番は2020年上半期特番カテゴリで来場者1位となり大きな話題を呼んだ。2022年には東映ムビステシリーズの第4弾として続編となる舞台「死神遣いの事件帖 -幽明奇譚-」、映画「死神遣いの事件帖 -月花奇譚-」の製作された。2025年、最終作の映画・舞台が公開・公演予定。

## 登場人物
久坂 幻士郎（くさか げんしろう）
演 - 鈴木拡樹（傀儡夜曲・幽明奇譚・月花奇譚）
シリーズ全体の主人公。探偵業を営む死神遣いで相棒の十蘭と共に江戸の事件を解決する。堕落した生活を送っているいい加減な男。いつもお金に困っており、十蘭には呆れられている。しかしながら義理人情には厚く、有事の際は自身の寿命と引き換えに、死神の十蘭の不思議な力を借り問題解決に奔走する。百目鬼との戦いの中で命を落とし黄泉の国に向かうことになる。また父親は豊臣家に仕えた傀儡子である。
十蘭（じゅうらん）
演 - 安井謙太郎（傀儡夜曲・鎮魂侠曲・月花奇譚）
久坂幻士郎と契約を交わした死神。契約者以外にその姿は見えない。例外として死期が近づいている者はその姿を見ることが出来る。真面目な性格で、幻士郎のちゃらんぽらんな姿に怒ることも多い。普段は幻士郎自作の傀儡に忍び込んでいる。幻士郎が黄泉の国に行った後は、再び暗躍する百目鬼を止めるため一時的に庄司新之助とコンビを組んだ。
庄司 新之助（しょうじしんのすけ）
演 - 崎山つばさ（傀儡夜曲・鎮魂侠曲）
2作目である「鎮魂侠曲」の主人公。江戸の侠客「鬼八一家」の棟梁。久坂幻士郎と共に江戸の事件を追っていく。
百目鬼（どうめき）
演 - 陳内将（傀儡夜曲・鎮魂侠曲）
暗躍する死神。シリーズ全体の黒幕。
亞門（あもん）
演 - 小林亮太（幽明奇譚・月花奇譚）
3作目である「幽明奇譚」から登場。黄泉の国に行った久坂幻士郎が出会った死神。

## 死神遣いの事件帖‐傀儡夜曲‐
『死神遣いの事件帖‐傀儡夜曲‐』（しにがみつかいのじけんちょう くぐつやきょく）はシリーズ1作目の映画。主演は鈴木拡樹。2020年6月12日公開。

## 死神遣いの事件帖‐鎮魂侠曲‐
『死神遣いの事件帖‐鎮魂侠曲‐』（しにがみつかいのじけんちょう ちんこんきょうよく）はシリーズ2作目の舞台。主演は崎山つばさ。2020年7月23日～8月2日までサンシャイン劇場、8月5日～9日までは梅田芸術劇場 シアター・ドラマシティ、8月13日は福岡サンパレス、8月15日は上野学園ホールで上演された。

### ストーリー
久坂幻士郎が亡くなってから1年が経った。庄司新之助は侠客の首領として愛する江戸を守る日々を送っていた。しかしその平和を脅かす天元や宿敵の百目鬼の出現に翻弄されていく。絶体絶命のピンチに新之助は死神十蘭の力を借りて、強大な敵たちに再び立ち向かっていくのだった。

### キャスト
庄司 新之助（しょうじしんのすけ）
演 - 崎山つばさ
十蘭（じゅうらん）
演 - 安井謙太郎（7ORDER)
百目鬼（どめき）
演 - 陳内将
権左（ごんざ）
演 - 松浦司
義助（ぎすけ）
演 - 松本寛也
伝吉（でんきち）
演 - 北川尚弥
喜三郎（きさぶろう）
演 - 櫻井圭登
お菊（おきく）
演 - 伊藤優衣
ヴァニタス
演 - エリザベス・マリー
保科正之（ほしな まさゆき）
演 - 田邉幸太郎
メメント
演 - 輝馬
天元（てんげん）
演 - 谷口賢志
羅厳（らげん）
演 - 山崎銀之丞

### スタッフ
- 脚本・演出：毛利亘宏（少年社中）
- 原案：須藤泰司
- 音楽：YODA Kenichi
- アクション監督：栗田政明（倉田プロモーション）
- 振付：本山新之助
- 舞台監督：堀吉行
- 舞台美術：秋山光洋
- 照明：斎藤真一郎
- 音響：ヨシモトシンヤ
- 映像：荒川ヒロキ / 森すみれ
- 演出助手：山口美絵
- 衣裳：村瀬夏夜
- 小道具：羽鳥健一
- 人形デザイン：久正人
- ヘアメイク：古橋香奈子（LaRME） / 海野由香 / 城本麻紀
- 宣伝美術：羽尾万里子（Mujina:art）
- 宣伝写真：金山フヒト
- Web：田中ユウコ
- 福岡会場主催：RKB毎日放送
- 広島会場主催：広島ホームテレビ
- 制作：東映
- 制作協力：少年社中 / プラグマックス＆エンタテインメント
- 協力：東映京都撮影所
- 企画：手塚 治 / 加藤和夫 / 吉元 央
- エグゼクティブプロデューサー：塚田英明
- プロデューサー：武部直美 / 中野剛 / 中村恒太
- 企画製作：東映 / 東映ビデオ

## 死神遣いの事件帖-幽明奇譚-
『死神遣いの事件帖-幽明奇譚-』（しにがみつかいのじけんちょう ゆうめいきたん）はシリーズ3作目の舞台。主演は鈴木拡樹。2022年6月9日～19日までヒューリックホール東京、6月23日～26日まで梅田芸術劇場 シアター・ドラマシティで上演される。

### ストーリー
壮絶な戦いの末、黄泉の国へと旅立った久坂幻士郎。そこで出会った死神亞門と共に幽霊探偵として、とある歌舞伎一座殺人事件の解決に乗り出すのであった。

### キャスト
久坂 幻士郎（くさか げんしろう）
演 - 鈴木拡樹
亞門（あもん）
演 - 小林亮太
市村 左十朗（いちむら さじゅうろう）
演 - 廣瀬智紀
升屋 庄吉郎（ますや しょうきちろう）
演 - 安西慎太郎
市村 松之助（いちむら まつのすけ）
演 - 稲垣成弥
市村 亀吉（いちむら かめきち）
演 - 飯山裕太
市村 蟹造（いちむら かにぞう）
演 - 山川ありそ
市村 鶴丸（いちむら つるまる）
演 - 北村健人
市村 百翁（いちむら おきな）
演 - 清水宏
久坂 衒太夫（くさか げんたゆう）
演 - 神尾佑
恐山 寂蓮（おそれざん じゃくれん）
演 - 凰稀かなめ

### スタッフ
- 脚本・演出：毛利亘宏（少年社中）
- 原案：須藤泰司
- 制作：東映
- 企画製作：東映 / 東映ビデオ

## 死神遣いの事件帖-月花奇譚-
『死神遣いの事件帖-月花奇譚-』（しにがみつかいのじけんちょう げっかきたん）はシリーズ4作目の映画。主演は鈴木拡樹。2022年冬公開。

## 死神遣いの事件帖 終
『死神遣いの事件帖 終（ファイナル）』
- 映画：2025年6月公開予定
- 舞台：2025年8・9月上演予定